# نيكولاس كلاب
نيكولاس كلاب (بالإنجليزية: Nicholas Clapp)‏ هو كاتب أمريكي، ولد في 1 مايو 1936.

## وصلات خارجية
- نيكولاس كلاب على موقع IMDb (الإنجليزية)
- نيكولاس كلاب على موقع قاعدة بيانات الفيلم (الإنجليزية)